# Venezuela en los Juegos Olímpicos de Múnich 1972
Venezuela participó en la XX edición de los Juegos Olímpicos, los cuales se desarrollaron en Múnich, Alemania Occidental. Fue la séptima ocasión para el país en el evento. La delegación venezolana estuvo compuesta por un total de 23 atletas, 20 hombres y 3 mujeres, que compitieron en 4 deportes. El abanderado nacional en esta ocasión fue Francisco "Morochito" Rodríguez, merecedor de la medalla de oro en boxeo en las Olimpíadas anteriores.
La delegación venezolana no pudo obtener ninguna medalla en los encuentros que disputó.

## Atletas
La siguiente tabla muestra el número de atletas en cada disciplina:
| Deporte   | Hombres | Mujeres | Total |
| --------- | ------- | ------- | ----- |
| Atletismo | 9       | 1       | 10    |
| Boxeo     | 7       | 0       | 7     |
| Tiro      | 2       | 0       | 2     |
| Natación  | 2       | 2       | 4     |
| Total     | 20      | 3       | 23    |

## Deportes

### Atletismo
Masculino
| Félix Mata                                                   | 100 m libre masculino    | 5 h5 r1/4 | No avanzó    | No avanzó    | No avanzó    | No avanzó    |
| Eric Phillips                                                | 400 m libre masculino    | 7 h5 r2/4 | No avanzó    | No avanzó    | No avanzó    | No avanzó    |
| Héctor López                                                 | 800 m libre masculino    | 6 h5 r1/3 | No avanzó    | No avanzó    | No avanzó    | No avanzó    |
| José Jacinto Hidalgo                                         | 400 m vallas masculino   | 6 h2 r1/3 | No avanzó    | No avanzó    | No avanzó    | No avanzó    |
| Humberto Galea, Félix Mata, Alberto Marchán y Jesús Rico     | Relevo 4 x 100 masculino | 7 h2 r2/3 | No avanzaron | No avanzaron | No avanzaron | No avanzaron |
| Raúl Dome, Félix Pérez, José Jacinto Hidalgo y Eric Phillips | Relevo 4 x 400 masculino | 5 h3 r1/2 | No avanzaron | No avanzaron | No avanzaron | No avanzaron |

Femenino
| Lucía Vaamonde | Pentatlón femenino | 25 | No avanzó | No avanzó | No avanzó | No avanzó |

### Boxeo
Masculino
| Francisco Rodríguez | Peso minimosca (-48 kg)     | 17T | No avanzó | No avanzó | No avanzó | No avanzó |
| José Baptista       | Peso pluma (-57 kg)         | 17T | No avanzó | No avanzó | No avanzó | No avanzó |
| Luis Rodríguez      | Peso ligero (-60 kg)        | 17T | No avanzó | No avanzó | No avanzó | No avanzó |
| Luis Contreras      | Peso superligero (-63.5 kg) | 17T | No avanzó | No avanzó | No avanzó | No avanzó |
| Alfredo Lemus       | Peso superwelter (-71 kg)   | 17T | No avanzó | No avanzó | No avanzó | No avanzó |
| Faustino Quinales   | Peso mediano (-75 kg)       | 17T | No avanzó | No avanzó | No avanzó | No avanzó |
| Ernesto Sánchez     | Peso mediopesado (-81 kg)   | 17T | No avanzó | No avanzó | No avanzó | No avanzó |

### Tiro
| Atleta         | Evento                                   | Final  | Final  |
| Atleta         | Evento                                   | Puntos | Puesto |
| -------------- | ---------------------------------------- | ------ | ------ |
| Víctor Francis | Pistola rápida 25 m masculino            | 573    | 43.    |
| Agustín Rangel | Rifle en posición tendido 50 m masculino | 583    | 77.    |

### Natación
Masculino
| Jorge van Balen | 100 m libres masculino  | 7 h7 r1/3 | No avanzó | No avanzó | No avanzó | No avanzó |
| Gerardo Vera    | 200 m libres masculino  | 3 h4 r1/2 | No avanzó | No avanzó | No avanzó | No avanzó |
| Gerardo Vera    | 400 m libres masculino  | 2 h5 r1/2 | No avanzó | No avanzó | No avanzó | No avanzó |
| Gerardo Vera    | 1500 m libres masculino | 5 h2 r1/2 | No avanzó | No avanzó | No avanzó | No avanzó |

Femenino
| Ileana Morales | 100 m libres femenino                    | 8 h2 r1/3 | No avanzó | No avanzó | No avanzó | No avanzó |
| Ileana Morales | 200 m libres femenino                    | 6 h3 r1/2 | No avanzó | No avanzó | No avanzó | No avanzó |
| Ileana Morales | 400 m libres femenino                    | 6 h3 r1/2 | No avanzó | No avanzó | No avanzó | No avanzó |
| Ileana Morales | 100 m mariposa femenino                  | 7 h4 r1/3 | No avanzó | No avanzó | No avanzó | No avanzó |
| Ileana Morales | 200 m mariposa femenino                  | 6 h4 r1/2 | No avanzó | No avanzó | No avanzó | No avanzó |
| Gisela Cerezo  | 200 m individual cuatro estilos femenino | 7 h3 r1/2 | No avanzó | No avanzó | No avanzó | No avanzó |
| Gisela Cerezo  | 400 m individual cuatro estilos femenino | 7 h5 r1/2 | No avanzó | No avanzó | No avanzó | No avanzó |